# Uniwersytet Kopenhaski
Uniwersytet Kopenhaski (duń. Københavns Universitet) – duński uniwersytet publiczny w Kopenhadze. Jest to największa i najstarsza placówka naukowo-dydaktyczna w Królestwie Danii.
Uniwersytet składa się z ośmiu wydziałów, posiada cztery kampusy. Studiuje na nim 40 tys. studentów. Powstał jako drugi uniwersytet w Skandynawii po Uniwersytecie w Uppsali. Został założony w 1479 i do XX wieku był to jedyny uniwersytet w Danii.

## Historia

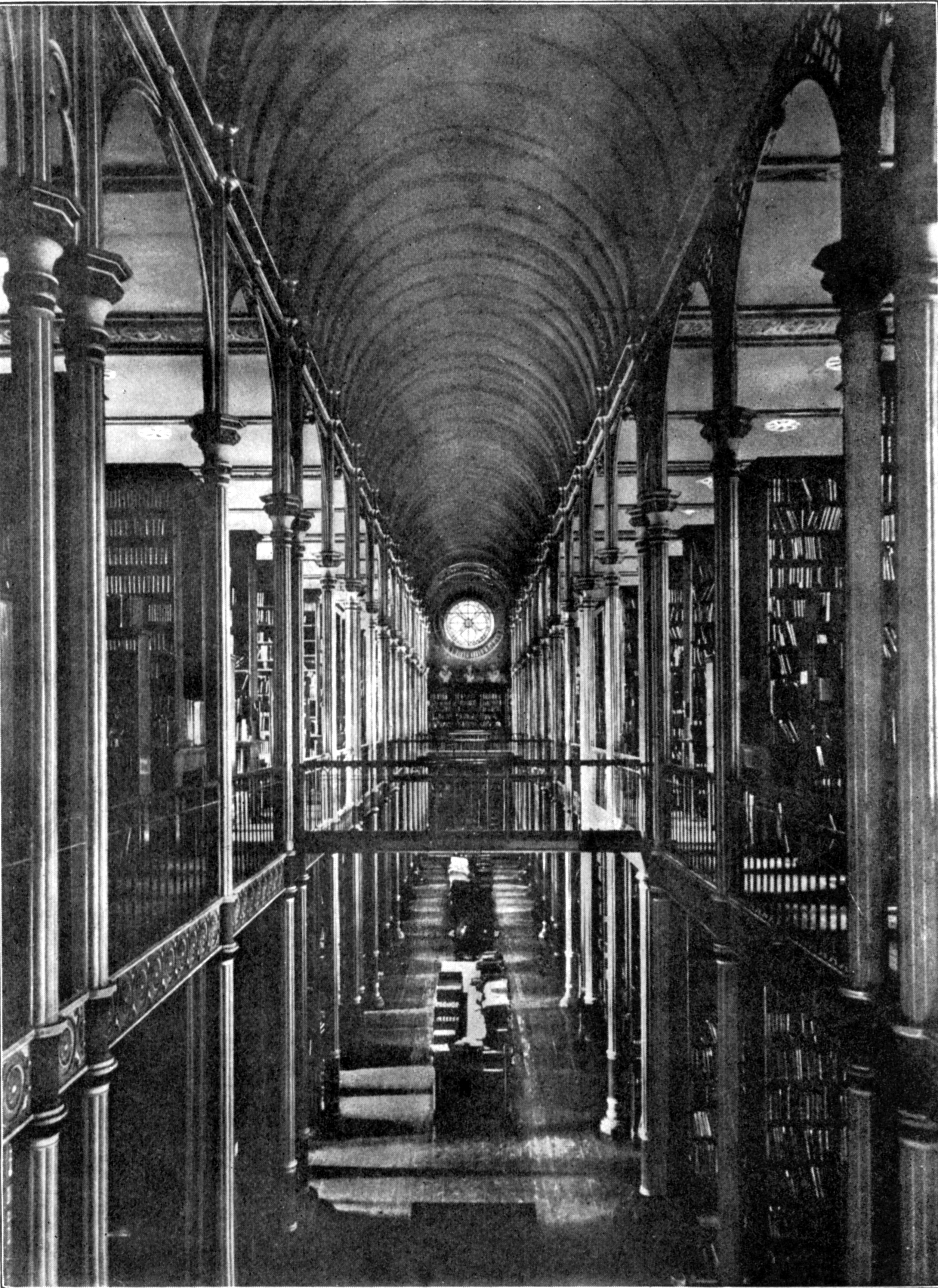
Biblioteka uczelniana na Fiolstræde około 1920 (obecnie rektorat i czytelnia)

Pozwolenie na powstanie studium generale w Danii, będącym pierwszym takim pozwoleniem w Skandynawii, król Chrystian I uzyskał od papieża Sykstusa IV w 1475. Budowa została jednak opóźniona i, mimo ambicji króla Danii, w międzyczasie powstał szwedzki Uniwersytet w Uppsali. Przy inauguracji w 1479, inspirowany uniwersytetami Królestwa Niemieckiego, z którego również pochodziła znaczna liczba pierwszych wykładowców, Uniwersytet Kopenhaski składał się z czterech fakultetów. Uniwersytet był uporządkowany z hierarchią. Najwyższy status miał fakultet teologii, a pozostałe fakultety w kolejności spadającej były fakultety prawa, medycyny i filozofii. Wykładowcy i studenci po immatrykulacji nie podlegali zwykłemu systemowi prawnemu, lecz temu regulowanym przez prawo i sądy uniwersyteckie. Uniwersytet miał między innymi własne lochy, które można obecnie zwiedzić w starych budynkach uniwersytetu.
Przed duńską reformacją uniwersytet był nadzorowany przez biskupa Roskilde, który miał stanowisko kanclerza, tytuł który do dziś pozostał w niektórych średniowiecznych uniwersytetach, np. Uniwersytecie Oksfordzkim. W 1531 uniwersytet został zamknięty, ażeby zapobiec rozprzestrzenianiu się protestanckich nauk. został ponownie otwarty dopiero w 1537, rok po zwycięstwie strony protestanckiej w wojnie hrabskiej. Po reformacji to stanowisko straciło swoje znaczenie i zostało zniesione, albowiem korona duńska przejęła ziemie i instytucje kościelne. Studia teologiczne od tego czasu ukierunkowane były na kształcenie księży luterańskich. Oddzielny uniwersytecki system prawny również został zniesiony.
Do 2004 najwyższym organem uniwersytetu był konsystorz, w którym zasiadali profesorzy wybrani przez profesorów i studenci wybrani przez studentów. Rektor był wybierany spośród profesorów przez nich i przez studentów. Po reformie w 2004 konsystorz został zastąpiony zarządem, do którego wstępują również reprezentanci zewnętrzni, a wybory rektora zostały zastąpione procesem rekrutacji przez zarząd. Obecny rektor został jednak zatrudniony spośród obecnych pracowników naukowych uniwersytetu.

## Reputacja międzynarodowa
Akademicki Ranking Uniwersytetów Świata z 2018, opublikowany przez Uniwersytet Jiao Tong w Szanghaju, nadaje Uniwersytetowi Kopenhaskiemu tytuł najlepszego uniwersytetu w Danii oraz Skandynawii, 6. miejsce w Europie i 29. na świecie. Na liście The Times Higher Education World University Rankings 2019, Uniwersytet Kopenhaski zajmuje 116. miejsce spośród wszystkich uczelni na świecie. W rankingu QS World University Rankings 2019, Uniwersytet Kopenhaski zajmuje 79. miejsce. Na liście 2019 Best Global Universities opublikowanej przez U.S. News & World Report uczelnia zajmuje 34. miejsce.
W styczniu 2006 Uniwersytet Kopenhaski rozpoczął formalną współpracę poprzez sieć International Alliance of Research Universities (IARU), w którym są Australijski Uniwersytet Narodowy, Politechnika Federalna w Zurychu, Narodowy Uniwersytet Singapuru, Uniwersytet Pekiński, Uniwersytet Kalifornijski w Berkeley, Uniwersytet w Cambridge, Uniwersytet Oksfordzki, Uniwersytet Tokijski, Uniwersytet Yale.

## Znani wykładowcy
- Thomas Fincke (1561–1656) – matematyk, wprowadził pojęcie tangens i sekans
- Johannes Fibiger (1867–1928) – patolog, laureat Nagrody Nobla z medycyny (1926)
- Benjamin Mottelson (ur. 1926) – laureat Nagrody Nobla z fizyki (1975) za badania struktury jądra atomowego
- Ole Due (1931–2005) – sędzia i prezes Trybunału Sprawiedliwości Wspólnot Europejskich

## Niektórzy znani absolwenci
- Tycho Brahe (1546–1601) – astronom, wykonał pierwszą naukową dokumentację supernowej
- Ole Worm (1588–1655) – lekarz
- Thomas Bartholin (1616–1680) – anatom, matematyk i teolog, odkrywca układu limfatycznego
- Ole Rømer (1644–1710) – astronom, pierwszy który jako pierwszy wskazał na skończoną prędkość światła
- Hans Christian Ørsted (1777–1851) – fizyk i chemik, odkrywca elektromagnetyzmu
- Vilhelm Thomsen (1842–1927) – językoznawca, turkolog, odcyfrował pismo orchońskie
- Harald Høffding (1843–1931) – filozof
- Otto Jespersen (1860–1943) – filolog, fonetyk
- Niels Ryberg Finsen (1860–1904) – lekarz, laureat Nagrody Nobla z medycyny (1903) za wkład w leczenie chorób przy użyciu wiązki światła
- Ludvig Holberg (1684–1754) – pisarz
- Søren Peder Lauritz Sørensen (1868–1939) – biochemik i fizykochemik, wprowadził pojęcie pH
- August Krogh (1874–1949) – fizjolog, laureat Nagrody Nobla z medycyny (1943) za opisanie regulacji naczyń włosowatych w mięśniach poprzecznie prążkowanych
- Niels Bohr (1885–1962) – fizyk, laureat Nagrody Nobla z fizyki (1922) za opisanie budowy atomu, wkładca do mechaniki kwantowej
- Henrik Dam (1895–1976) – biochemik, fizjolog, laureat Nagrody Nobla z medycyny (1943) za odkrycie witaminy K
- Niels Kaj Jerne (1911–1994) – immunolog, laureat Nagrody Nobla z medycyny (1984) za opisanie produkcji przeciwciał monoklonalnych
- Jens Skou (1918–2018) – lekarz, laureat Nagrody Nobla z chemii (1997) za odkrycie pompy sodowo-potasowej
- Aage Niels Bohr (1922–2009) – fizyk, laureat Nagrody Nobla z fizyki (1975)
- Peter Naur (1928–2016) – astronom i informatyk, laureat Nagrody Turinga (2005)
- Klaus Rifbjerg[8] (1931–2015) – pisarz i dramaturg